# إيلينا فالورتيجارا
إيلينا فالورتيجارا (مواليد 21 سبتمبر 1991) هي لاعبة قفز عالي إيطالية، حصلت على الميدالية البرونزية في بطولة العالم لألعاب القوى 2022.